# زروووچوریا
زروووچوریا (به لاتین: Zervochoria) یک منطقهٔ مسکونی در یونان است.